# 888 (getal)
Het getal 888 is een natuurlijk getal, volgend op 887 en voorafgaand aan 889.
Het getal 888 wordt vaak gezien als het getal van Jezus Christus en is de tegenhanger van het getal van het beest. Het getal 888 als 'symbool' voor Christus is echter niet zo bekend. De logica achter het getal is afgeleid van het Grieks alfabet: in het Grieks kent elke letter volgens de gematria een getalswaarde. Als men de waarde van de letters in Iesous optelt, krijgt men 888.